# Lijst van golfbanen in Engeland

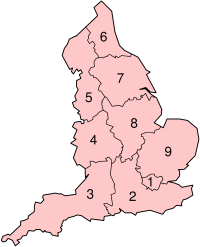
Regio's van Engeland

Deze lijst van golfbanen in Engeland geeft een zo volledig mogelijk overzicht van de ruim 270 golfbanen in Engeland. De lijst is geografisch ingedeeld, Engeland heeft 9 regio's.

## Groot-Londen (Greater London)

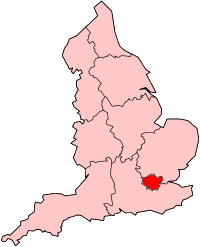
Groot-Londen

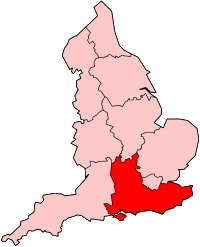
ZO Engeland

### Londen
- Royal Blackheath Golf Club, Eltham
- Royal Wimbledon Golf Club, Wimbledon
- South Herts Golf Club, Totteridge

## Zuidoost-Engeland

### Berkshire
- The Berkshire Golf Club, Ascot
- Goring and Streatley Golf Club, Streatley-on-Thames
- Newbury & Crookham Golf Club, Newbury
- Sunningdale Golf Club, Sunningdale, New & Old Course
- Swinley Forest Golf Club, Ascot
- West Berkshire Golf Club, Newbury

### Buckinghamshire
- The Buckinghamshire Golf Club, Denham
- Burnham Beeches Golf Club, Burnham
- Denham Golf Club, Denham
- Stoke Poges Golf Club, Stoke Poges
- Woburn Golf Club, Milton Keynes, Duchess Course, Duke's Course, Marquess Course

### East Sussex
- Crowborough Beacon Golf Club, Crowborough
- East Sussex National Golf Club, Uckfield, East & West Course
- Royal Ashdown Forest Golf Club, Forest Row, East Grinstad
- Rye Golf Club, Camber, Rye, Jubilee Course + 9 holes

### Hampshire
- Blackmoor Golf Club, Whitehill
- Brokenhurst Manor Golf Club, Brokenhurst
- Hayling Golf Club, Hayling Island
- Liphook Golf Club, Liphook
- Marriott Meon Valley Golf & Country Club, Shedfield, Southampton
- New Forest Golf Club, Lyndhurst
- North Hants Golf Club, Fleet
- Royal Winchester Golf Club, Winchester
- Stoneham Golf Club, Bassett, Southampton
- The Burley Golf Club, Burley, Ringwood

### Isle of Wight
- Freshwater Bay Golf Club, Freshwater Bay
- Shanklin & Sandown Golf Club, Sandown

Minder dan 18 holes:
- Cowes Golf Club, Cowes
- Newport Golf Club, Newport
- Osborne Golf Club, East Cowes
- Ryde Golf Club, Ryde
- Ventnor Golf Club, Ventnor
- Westridge Golf Centre, Ryde

### Kent
- Chart Hills Golf Club, Biddendon
- Hever Golf Club, Hever
- Littlestone Golf Club, Littlestone
- The London Golf Club, Ash, Sevenoaks, Heritage Course & International Course
- North Foreland Golf Club, Broadstairs, Thanet
- Prince's Golf Club, Sandwich, Dunes Course, Himalaya Course & Shore Course
- Royal Cinque Ports Golf Club, Deal
- Royal St George's Golf Club, Sandwich

### Oxfordshire
- Frilford Heath Golf Club, Abingdon, Blue, Green & Red Course
- The Oxfordshire Golf Club, Milton Common, Thame
- Tadmarton Heath Golf Club, Wigginton, Banbury

### Surrey
- The Addington Golf Club, Croydon
- Camberley Heath Golf Club, Camberley
- Coombe Hill Golf Club, Kingston-upon-Thames
- Hankley Common Golf Club, Tilford, Farnham
- Hindhead Golf Club, Hindhead
- New Zealand Golf Club, Addlestone
- Royal Mid-Surrey Golf Club, Richmond
- St. George's Hill Golf Club, St. George's Hill, Weybridge
- Tandridge Golf Club, Oxted
- Walton Heath Golf Club, Walton-on-the-Hill, Tadworth, Old & New Course
- The Wentworth Club, Virginia Water, Edinburgh Course, East & West Course
- West Byfleet Golf Club, West Byfleet
- West Hill Golf Club, Brookwood, Woking
- West Surrey Golf Club, Godalming
- The Wisley Golf Club, Woking, Church Course & Garden Course & Mill Course
- Woking Golf Club, Woking
- Worplesdon Golf Club, Woking

### Sussex
- Mannings Heath Golf Club, Horsham, Waterfall Course

### West Sussex
- West Sussex Golf Club

## Zuidwest-Engeland

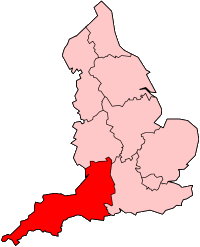
ZW Engeland

### Bristol
- Henbury Golf Club, Weston-Super-Mare Golf Club, Weston-Super-Mare

### Cornwall
- Bowood Golf Club, Camelford
- Bude & North Cornwall Golf Club, Bude
- Carlyon Bay Hotel Golf Course, St Austell
- Falmouth Golf Club, Falmouth
- Lanhydrock Golf Club, Bodmin
- Mullion Golf Club, Cury, Helston
- Perranporth Golf Club, Perranporth
- St Enodoc Golf Club, Rock, Wadebridge, Church Course & Holywell Course, 27 holes
- St Kew Golf Course, Wadebridge, 9 holes
- St Mellion Hotel Golf and Country Club, Saltash, Nicklaus Course, Old Course
- Trevose Golf and Country Club, Constantine Bay, Championship Course, Headland Course, Short Course
- West Cornwall Golf Club, Lelant, St. Ives

### Devon
- Bovey Castle Golf Course, Dartmoor National Park
- Dartmouth Golf & Country Club, Totnes
- East Devon Golf Club, Budleigh Salterton
- The Manor House Hotel and Golf Course, Moretonhampstead
- Royal North Devon Golf Club, Bideford
- Saunton Golf Club, Saunton, West & East Course
- Thurlestone Golf Club, Thurlestone, Kingsbridge
- Yelverton Golf Club, Yelverton

### Dorset
- Ashley Wood Golf Club, Blanford
- Barton on Sea Golf Club, New Milton
- Bridport & West Dorset Golf Club, West Bay, Bridport
- Broadstone Golf Club, Broadstone
- Bulburry Club, Lytchett Matravers, Poole
- Bullpits Golf Club, Gillingham
- Came Down Golf Club, Came, Dorchester
- Chedington Court Golf Club, South Perrott
- Chewton Glen Golf Association, New Milton, 9 holes
- Crane Valley Golf Club, Verwood, 27 holes
- Dorset Heights Golf Club, Blanford
- Dudsbury Golf Club, Ferndown
- East Dorset Golf Club, Wareham
- Ferndown Forest Golf Club, Ferndown, Old Course & President's Course
- Folke Golf Center, Sherborne
- Halstock Golf Enterprises, Yeovil
- Hamptworth Golf & Country Club, Hamptworth, Landford
- Highcliffe Castle Golf Club, Christchurch
- Iford Bridge Golf Club, Christchurch
- Isle of Purbeck Golf Club, Swanage, Dene Course & Purbech Course
- Knighton Heath Golf Club, Bournemouth
- Lyme Regis Golf Club, Lyme Regis
- Lyons Gate Golf Club, Dorchester, 9 holes
- Meyrick Park Golf Club, Bournemouth
- Moors Valley Country Park, Ashley Heath, Ringwood
- Parkstone Golf Club, Poole
- Parley Court Golf Club, Christchurch
- Port Regis Golf Club, Shaftesbury
- Queens Park Golf Club, Bournemouth
- Sherborne Golf Club, Sherborne
- Somerley Park Golf Course, Somerley, Ringwood
- Struminster Marshall Golf Club, Sturminster Marshall
- Wareham Golf Club, Wareham
- Wessex Golf Centre, Weymouth, 9 holes
- Weymouth Golf Club, Weymouth
- Wolfedale Golf Course, Charminster, Dorchester
- Yeovil Golf Club, Yeovil

### Exeter
- Woodbury Park Golf & Country Club, Woodbury

### Somerset
- Bath Golf Club, Bath
- Burnham and Berrow Golf Club, Burnham-on-Sea
- Mendip Golf Club, Bath
- Orchardleigh Golf Club, Bath
- Wincanton Golf Club, Wincanton

### Wiltshire
- Bowood Golf and Country Club, Calne
- Cumberwell Park Golf Club, Bradford-on-Avon
- High Post Golf Club, Salisbury
- Manor House Castle Combe, Castle Combe
- Rushmore Park Golf Club, Salisbury

## West Midlands

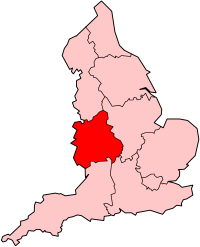
West Midlands

### Hereford
- Ross- on- Wye Golf Club, Ross-on-Wye

### Shropshire
- Hawkstone Park Hotel, Shrewsbury
- Patshull Park Hotel & Country Club, Pattingham

### Staffordshire
- Beau Desert Golf Club, Cannock
- Little Aston Golf Club, Sutton Coldfield
- Whittingron Heath Golf Club, Lichfield

### Warwickshire
- The Belfry Golf Club, Wishaw, Brabazon Course, Derby Course, PGA National Course
- Coventry Golf Club
- Marriott Forest of Arden Hotel and Country Club, Meriden, Coventry, Arden & Aylesford Course
- Warwickshire Golf Club

### Worcestershire
- Broadway Golf Club, Broadway

## North West

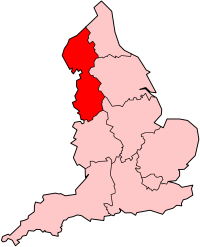
NW Engeland

### Cheshire
- Carden Park Hotel, Broxton, Chester, Golf Resort and Spa- Cheshire Course, Nicklaus Course
- Delamere Forest Golf Club, Delamere, Northwich
- Mere Golf & Country Club, Knutsford
- Mobberley Golf Club, Knutsford
- Portal Golf Club, Tarporley, arch. Donald Steel
- Prestbury Golf Club, Prestbury, Macclesfield
- Sandiway Golf Club, Sandiway, Northwich
- Wilmslow Golf Club, Knutsford
- The Winslow Golf Club, Mobberley
- Wychwood Park, Crewe (2002)

### Cumbria
- Brampton Golf Club, Brampton
- Carlisle Golf Club, Carlisle
- Seascale Golf Club, Seascale
- Silloth- on- Solway Golf Club, Silloth, Carlisle

### Lancashire
- Clitheroe Golf Club, Clitheroe
- Fairhaven Golf Club, Lytham St Annes
- Formby Golf Club, Formby, Liverpool
- Formby Hall Golf Club, Formby, Liverpool
- Hillside Golf Club, Hillside, Southport
- Lytham Green Drive Golf Club, Lytham St Annes
- Ormskirk Golf Club, Lathom, Ormskirk
- Pleasington Golf Club, Blackburn
- The Royal Birkdale Golf Club, Birkdale, Southport
- Royal Lytham and St Annes Golf Club, Lytham St Annes
- Southport and Ainsdale Golf Club, Ainsdale, Southport
- The West Lancashire Golf Club, Blundellsands, Liverpool
- The Wirral Ladies' Golf Club, Birkenhead

### Manchester
- Bolton Old Links Golf Club, Bolton
- Manchester Golf Club, Middleton

### Wirral
- Caldy Golf Club, Caldy
- Heswall Golf Club, Gayton, Heswall
- Wallasey Golf Club, Wallasey
- Wallasey Golf Club, Wallasey

## North East

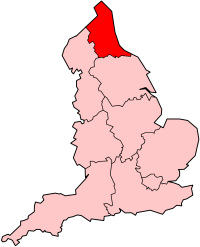
NO Engeland

### Durham
- Brancepeth Castle Golf Club, Brancepeth Village
- Seaton Carew Golf Club, Seaton Carew, Hartlepool, Old & Brabazon Course

### Northumberland
- Bamburgh Castle Golf Club, Bamburgh
- Goswick Golf Club, Beal, Berwick-upon-Tweed
- Linden Hall Hotel & Golf Club, Longhorsley
- De Vere Slaley Hall Golf and Country Club, Hexham, Newcastle upon Tyne, Priestman Course & Hunting Course

## Yorkshire en de Humber

Yorksire & Humber

### Yorkshire
- The Alwoodley Golf Club, Leeds
- Fulford Golf Club, York
- Ganton Golf Club, Ganton, Ryedale
- Hallamshire Golf Club, Sandygate, Sheffield
- Harrogate Golf Club, Harrogate
- Huddersfield Golf Club, Huddersfield
- Ilkley Golf Club, Myddleton, Ilkley
- Moor Allerton Golf Club, Wike, Leeds
- Moortown Golf Club, Leeds
- Pannal Golf Club, Pannal, Harrogate
- Rudding Park Golf Club, Harrogate
- Sand Moor Golf Club, Leeds
- Wheatley Golf Club, Doncaster
- Woodsome Hall Golf Club, Huddersfield
- York Golf Club, Strensall, York

## East Midlands

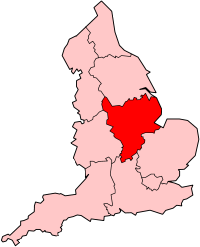
East Midlands

### Derbyshire
- Cavendish Golf Club, Buxton
- Chesterfield Golf Club, Walton, Chesterfield

### Lincolnshire
- Forest Pines, Brigg
- Gainsborough Golf Club, Karsten Lakes, Gainsborough
- Seacroft Golf Club, Seacroft, Skegness
- Woodhall Spa Golf Club, Woodhall Spa, Bracken Course & Hotchkin Course

### Northamptonshire
- Collingtree Park Golf Club, Northampton
- Northamptonshire County Golf Club, Church Brampton

### Nottinghamshire
- Coxmoor Golf Club, Sutton-in-Ashfield
- Lindrick Golf Club, Lindrick, Worksop
- Notts Golf Club, Kirkby-in-Ashfield
- Sherwood Forest Golf Club, Mansfield

### Rutland
- Luffenham Heath Golf Club, Ketton, Stamford

## Oost-England

Oost-Engeland

#### Bedfordshire
- John O'Gaunt Golf Club, Sandy, Carthagena Course, John O'Gaunt Course

### Cambridgeshire
- The Gog Magog Golf Club, Shelford Bottom, Old Course & Wandlebury Course

### Essex
- Thorndon Park Golf Club, Brentwood

### Hertfordshire
- Ashridge Golf Club, Berkhamsted
- Berkhamsted Golf Club, Berkhamsted
- The Grove, Rickmansworth, openbare 18 holesbaan
- Hadley Wood Golf Club, Barnet
- Hertfordshire Golf & Country Club, Broxbourne
- Marriott Hanbury Manor Golf and Country Club, Ware
- Moor Park Golf Club, Rickmansworth, High & West Course
- Porters Park Golf Club, Radlett

### Norfolk
- Sprowston Manor Golf Glub, Sprowston
- Hunstanton Golf Club, Old Hunstanton
- Royal Cromer Golf Club, Cromer
- Royal West Norfolk Golf Club, Brancaster
- Sheringham Golf Club, Sheringham
- Thetford Golf Club, Thetford

### Suffolk
- Aldeburgh Golf Club, Aldeburgh, 27 holes
- Felixstowe Ferry Golf Club, Felixstowe
- Ipswich Golf Club, Purdis Heath, Ipswich
- Royal Worlington and Newmarket Golf Club, Worlington, 9 holes
- Thorpeness Golf Club, Thorpeness
- Woodbridge Golf Club, Bromeswell Heath, Woodbridge, 27 holes

## Isle of Man
Isle of Man staat los van deze negen regio's. Er zijn twee golfbanen, beide met 18 holes.
- Castletown Golf Links Hotel
- Mount Murray Hotel and Country Club